# Bad Wimsbach-Neydharting
Bad Wimsbach-Neydharting é um município da Áustria localizado no distrito de Wels-Land, no estado de Alta Áustria.